# Петър Дървингов
Петър Георгиев Дървингов е български офицер, полковник от генералщабното ведомство, революционер – войвода на Върховния македоно-одрински комитет, военен историк и преподавател във Военното училище, член-кореспондент на Българската академия на науките от 1932 година. Използва псевдоними като Камен Георгиев, Петронин, а заедно с Йордан Венедиков ползва псевдонима П. Ю. Вендаров.

## Биография

### Произход и младежки години
Петър Дървингов е роден на 25 май 1875 в град Кукуш, тогава в Османската империя, днес Килкис, Гърция, в занаятчийско семейство. След завършване на основното си образование продължава обучението си в Солунската българска гимназия. През 1891 – 1892 година Дървингов завършва гимназиалното си образование с отличен успех. През есента на 1892 година постъпва във Военното на Негово Княжеско Височество училище, завършва през 1896 година с отличие (трети по успех) и е произведен в чин подпоручик. Като отличник, Дървингов има право на избор къде да бъде зачислен и той избира конницата в Шуменския гарнизон. Зачислен е в кавалерийски дивизион в Шумен, който по-късно е преместен в Добрич. Именно там е назначен за командир на конен взвод. През 1900 година е произведен в чин поручик и е преместен в 1-ви конен полк.

### Революционна дейност и военна кариера
Петър Дървингов влиза в редовете на Върховния македоно-одрински комитет. В 1902 година, в навечерието на Горноджумайското въстание излиза в редовен полагаем отпуск, а след изтичането му подава заявление за излизане в запас и участва във въстанието. като член на въстаническия щаб и ръководи чета. През Илинденското въстание от 1903 година Дървингов е военен организатор на четите на Вътрешната организация. Като войвода на чета в Серския революционен окръг води боеве в Мелнишко.
След въстанието се връща в България и постъпва на действителна военна служба в 3-ти конен полк. През 1906 г. е произведен в чин ротмистър. В 1909 завършва Военната академия в Торино, Италия, след което се завръща на служба в 3-ти конен полк. През 1910 г. е назначен за командир на ескадрон от 8-и конен полк в Добрич. В годините 1910 – 1912 година Дървингов заедно с подполковник Александър Протогеров, подполковник Климент Кръстев и майор Борис Дрангов застава начело революционната група от дейци, принадлежащи към бившия Върховен комитет. През 1911 г. е преподавател във Военното училище и е зачислен към генералния щаб, като остава на служба в щаба на армията в разузнавателната секция. На 18 май 1911 г. е произведен в чин майор и назначен за помощник-началник на разузнавателната секция в Щаба на армията. Взема участие в Балканската война, като със заповед №5 от 25 септември 1912 г., издадена от началника на щаба на армията генерал-майор Иван Фичев, Дървингов е назначен за началник-щаб на Македоно-одринското опълчение, което се сражава на Тракийския военен театър.
След демобилизацията заема длъжността адютант в 1-ва военноинспекционна област, а от април 1914 г. е командир на дружина от 6-и пехотен търновски полк. През това време е назначен за помощник-председател на Военноисторическата комисия, а след това е началник на информационно-цензурната секция в Щаба на армията. На 18 май 1915 г. е произведен в чин подполковник.

### Първа световна война (1915 – 1918)
През Първата световна война (1915 – 1918) е организатор и в периода (септември 1915 – май 1916) началник-щаб на Единадесета пехотна македонска дивизия. През май 1916 година Дървингов подава рапорт да бъде назначен за командир на полк, и е назначен за командир на 1-ви пехотен македонски полк от 11-а дивизия, на която длъжност е до май 1917 година. На 15 август 1917 г. е произведен в чин полковник. По-късно получава назначение за началник-щаб на Моравската военно-инспекционна област – позиция, която заема от декември 1917 до февруари 1918 година. На 15 август 1917 година е произведен в чин полковник. Поради усложненото положение в Западна Тракия, командването изпраща полковник Дървингов да разузнае дали турското етническо население в областта подготвя въстание. Той изпълнява тази задача от 21 март до 22 април 1918 година. Служи в 10-и пехотен родопски полк и като командир на 1-ва бригада от 10-а пехотна беломорска дивизия.

### След войната
След примирието е командир на 40-и пехотен беломорски полк и 1-ва бригада от 10-а пехотна беломорска дивизия. В края на 1919 г. е уволнен от армията и е зачислен в запаса. Подведен е под съдебна отговорност от правителството на БЗНС като един от виновниците за войната.
Дървингов се занимава с научна и обществена дейност. Научните му интереси са свързани с военната история. Книгата на Дървингов „История на Македоно-одринското опълчение“ е едно от първите изследвания на българска военна част и все още най-добрият труд посветен на опълчението. Дървингов е почетен председател на Дружеството на македоно-одринските опълченци, на Дружеството на българските публицисти и на Дружеството на военните писатели.
След Деветосептемврийския преврат, на 10 септември 1944 година племеникът на Петър Дървингов поручик Георги Атанасов Дървингов (1914 – 1944), командир на батарея в 4-ти дивизионен артилерийски полк не позволява замяната на българското знаме в общината и комендантството в Долни Лозен с червено, и след като е нападнат от въоръжени комунисти, стреля по тях с картечница, при което загиват трима местни жители, той самият и още един войник.
В 1953 година комунистическата власт в България започва процес срещу Дървингов. Умира на 8 март 1958 година в София.

## Памет
На полковник Петър Дървингов е наречена улица в квартал „Люлин“ в София (Карта).

## Военни звания
- Подпоручик (1 януари 1896)
- Поручик (1 януари 1900)
- Капитан (1 януари 1906)
- Майор (18 май 1911)
- Подполковник (18 май 1915)
- Полковник (25 август 1917)

## Награди
- Железен кръст 2-ра степен (Германия)
- Орден „За храброст“ IV степен с мечове по средата
- Орден „Св. Александър“ IV степен с мечове по средата
- Орден „За заслуга“ на обикновена лента

## По-важни трудове
- „Буквар от 1895 г. за възрастни хора“ (1899), заедно с Йордан Венедиков
- „Читанка от 1895 г. за възрастни хора“ (1899), заедно с Йордан Венедиков
- „Нравоучения от 1895 г. за възрастни хора“ (1899), заедно с Йордан Венедиков
- „От Пловдив и София към Цариград и Скопие“ (1903), 133 с.
- „Пирин и борбата в неговите недра“ (1904), 236 с.
- „Военна България. Социологически етюд на българската действителност“ (1911)
- Дървинговъ, П. История на Македоно-одринското опълчевние. Т. I. Животътъ и дѣйствията на опълчението въ войната съ Турция.   София, Държавна печатница, 1919.
- Дървинговъ, П. История на Македоно-одринското опълчевние. Т. II. Животътъ и действията на опълчението въ войната съ съюзницитѣ презъ 1913 г.   София, Печатница „Новъ животъ“, 1925.
- „Действията на 11-а пехотна Македонска дивизия от Криволак до Богданци 1915 г.“ (1920), 464 с.
- „Студии по нашите войни, кн. I. Войсководци и войски. Критически бележки и размишления“ (1930), 208 с.
- „Атаката на Одрин: под осветлението на историята и изкуството – историко-психологически анализ“ (1931)
- „Духът на историята на българския народ“ (1932), 111 с.
- „Сборник Солун“ (1934), заедно с професор Владислав Алексиев
- „Българинът доброволец от старо време до наши дни“, София, 1934 година
- „Влиянието на морската мощ върху историята на България“ (1935), 133 с.
- „Боевете в Източните Родопи от границата до Кърджали във войната срещу турците през 1912“ (1939), 35 с.
- „На крилата на несломимата Българщина. Шестдесет години с македонските и тракийските българи“ (1939)
- „Балканската война – както е била виждана, когато са се развивали самите събития“ (1941)
- „Евлия Челеби и западните български земи“ (1943)
- „Опитите на българите да пресъздават себе си“
- „Физическо и нравствено възпитание на българския народ“
- „Книга за българския войник – неговия морален лик“
- „Евреите в българското отечество и участието им във войните“, публикувано във в-к „Вестник на вестниците“, бр.80, София, 5 април 1936 г.
- "Борис Дрангов (Реч, държана на панахидата на 29. май в църквата Св. София по случай 10 години от неговата смърт)", публикувано в приложение на в. "Народна отбрана", София, 1927 година
- "Спомен за независимостта", публикувано във в-к "Вестник на вестниците", год. XVI, бр. 61, София, 3 октомври 1932 година
- "Опитите на българския народ да пресъздаде себе си в миналото до наши дни. Синтез на Евангелието от един мирянин", София, 1935 година
- "Два света. „Под разветия щандарт“ и „Морава звезда кървава“", София, 1935 година
- "В служба на Родината. Истини, които не требва да се забравят. По случай изборите за народни представители за XXIV Народно събрание", София, 1938 година
- "Основи за политика. Политико-стратегически анализ на държавите в Европа във връзка с България", София, 18 февруари 1934 година

- Петър Дървингов
- Паметна плоча на дома на Петър Дървингов на булевард „Христо Ботев“ в София.
- Къщата на Петър Дървингов и полковник Антон Кръстев, глава на тайната антикомунистическа организация „Цар Крум“.